# Mercora
Mercora è una rete sociale musicale che ha sede a Silicon Valley, in California. Mercora consente agli utenti Internet di effettuare ricerche attraverso un network radiofonico musicale che ha oltre tre milioni di canzoni, e di ascoltare tale radio, di esprimere la propria identità musicale mediante una pagina di profilo personalizzabile e di trasmettere in webcast sul web musica agli amici, ai familiari e ad altri utenti Mercora.
La missione di Mercora consiste nel catalogare e organizzare la musica mondiale, nel renderla disponibile a ricerche globali e a un ascolto legale. Mercora è gratuito.

## Storia dell'azienda
Mercora è stata fondata nel 2003 da Srivats Sampath, presidente e direttore generale, e Atri Chatterjee, vicepresidente marketing e sviluppo aziendale.
Prima di fondare Mercora, Srivats Sampath era cofondatore e presidente della McAfee.com, vicepresidente della sezione server product marketing alla Netscape e presidente e direttore generale della Discussions Corporation.
Atri Chatterjee era vicepresidente della sezione marketing and business development della McAfee.com, vicepresidente di marketing alla Responsys e direttore del server marketing alla Netscape.

Mercora IMRadio Home Page

## Espressione della propria personalità musicale e scoperta di nuova musica
Mercora consente agli appassionati di musica di esprimere la loro identità musicale agli amici e ai familiari attraverso una pagina di profilo personalizzabile. Gli utenti possono creare profili musicali, uploadare immagini digitali, ascoltare e trasmettere sul web i loro artisti preferiti. Tramite la trasmissione via web, gli utenti possono condividere la loro musica con gli amici, con i familiari e con altri utenti Mercora sparsi in tutto il mondo.
Un utente Mercora può scoprire nuova musica visualizzando le ricerche recenti, ascoltando trasmissioni web, incuriosendosi per i mix più popolari o browsando i profili e le raccolte musicali di altri utenti Mercora. Un utente può anche cercare biografie di artisti, discografie, recensioni, immagini e podcast. Gli utenti Mercora possono anche comunicare tra loro e condividere i loro gusti musicali mediante la compilazione di classifiche, la messaggistica privata e la chat.

## Catalogo musicale
Allo stato attuale, il catalogo di Mercora contiene più di tre milioni di singole canzoni. Le canzoni sono solo in streaming (non è possibile il download) e sono gratuite. Tale catalogo contiene più di 200.000 singoli artisti di tutti i generi musicali - dall'alternative alla dance, dal rock all'hip hop, dalla classica al jazz.

## Come funziona Mercora
Attualmente, Mercora offre due opzioni per gli utenti Internet:
Se un utente Mercora vuole semplicemente ascoltare musica, può effettuare una ricerca nel network Mercora tramite Internet Explorer e cliccare su un link a una canzone per ascoltarla. Non è necessario il download di alcun software.
Se poi un utente Mercora vuole anche trasmettere sul web la sua musica ad altri utenti Mercora, può scaricare un client software che trasmetta musica via web dalla sua personale collezione musicale ad altri utenti Mercora in tutto il mondo. Questo client software non contiene adware né spyware, non interferirà con altri lettori musicali ed è gratuito.

## Mercora IM Radio mobile
Mercora IM Radio Mobile fornisce agli utenti accesso wireless alla rete Mercora. Gli utenti di IMRadio Mobile possono effettuare una ricerca su un network radiofonico digitale e ascoltarvi una canzone sui tre milioni disponibili eseguita da uno dei 200.000 singoli artisti archiviati.
IM Radio Mobile garantisce supporto per ogni PC portatile o Pocket PC phone a connettività Wi-Fi, GSM o GPRS (di terza generazione) con sistema operativo Windows Mobile 2003. Tra gli apparecchi a garanzia Windows Mobile 2003 ci sono i PC portatili di Hewlett-Packard e Dell e i pocket PC phone di Hewlett-Packard, Siemens, Samsung e Audiovox.

## IM Artist program
Il Mercora IM Artist Program è fatto appositamente per gli artisti e le band indipendenti che vogliono accrescere la promozione e la pubblicità per la loro musica. Da membri dell'IM Artist program, gli artisti che partecipano ricevono:
- Cinque canali musicali che trasmettono via web agli utenti Mercora di tutto il mondo
- Un profilo "Now Playing" con fotografie, biografia e discografia degli artisti
- Link web che indichino dove acquistare CD, merchandise, biglietti e altro
- Una comunicazione privilegiata con i fan e gli ascoltatori mediante forum e chat dedicate agli artisti.

L'IM Artist program è attualmente in versione beta ed è gratuito.

## Integrazione con i sistemi di instant messaging (IM)
Con la pubblicazione di Mercora IM Radio v5, Mercora consente agli utenti di iscriversi tramite la loro preesistente identità nei sistemi di instant messaging (IM). Allo stato attuale, Mercora supporta i seguenti sistemi IM:
- AOL Instant Messenger
- Google Talk
- ICQ
- MSN Hotmail
- Yahoo!

Dopo aver verificato l'autenticità dell'iscrizione di un nuovo utente, Mercora importerà automaticamente gli amici dell'utente dalla friends list presente nel suo client di IM. Successivamente, l'utente può invitare i suoi amici a sottoscrivere Mercora mediante un processo di invito a una sola fase.

## Mercora Madwords
Mercora Madwords è un sistema di contextual advertising interno a Mercora che consente agli inserzionisti di porre inserzioni testuali per artista o genere musicale. Le inserzioni testuali sono mostrate nella sezione "Sponsored Links" di una pagina web quando si fa una ricerca per artista o genere musicale (come «Coldplay» o «Alternative»). Per certi versi, questo sistema è simile a Google AdWords.
Madwords consente agli inserzionisti di registrarsi direttamente via carta di credito, e i suoi prezzi si basano sul principio pay per click (PPC). Gli inserzionisti possono creare e uploadare le loro pubblicità testuali, selezionare i loro criteri di targeting, impostare il loro budget e i PPCs e controllare le statistiche e i bollettini attraverso una pagina web protetta da password.

## Search boxes
Mercora Search Boxes consente ai consumatori di ricercare e ascoltare musica in siti web e blog. Gli operatori di siti web e blog possono personalizzare la casella di ricerca per incorporarvi l'impostazione grafica, le dimensioni, il logo e gli artisti di loro preferenza (come "Radiohead"). I consumatori possono effettuare una ricerca per artista e ascoltare musica da una finestra del browser distinta.

## Music iFrames
Mercora Music iFrames consente ai consumatori di visualizzare un sottoinsieme di canzoni disponibili da un particolare artista e di cliccare su una canzone per ascoltarla. La lista delle canzoni viene generata in maniera dinamica ed è aggiornata ogni sessanta secondi. C'è anche un'opzione «more», se l'utente desidera ascoltare una canzone attualmente non mostrta all'interno di Music iFrame. Cliccando sul bottone «more», viene mostrata una lista completa di canzoni di quel particolare artista che sono disponibili.
analogamente a quello che avviene per Mercora Search Boxes, gli operatori dei siti web e dei blog possono personalizzare il Music iFrame per aggiungervi la loro impostazione grafica o gli artisti preferiti.

## Requisiti di sistema
Mercora IMRadio v5 richiede Windows 2000/XP/2003 Server e una connessione internet a banda larga. Per supportare il webcasting [trasmissione su web], i file audio devono essere in formato Vorbis, MP3, o WMA. L'applicazione ha un file di dimensione 2.53MB.
Nel 2006, Mercora si propone di passare a un modello su base browser che consentirà supporto per piattaforme Mac  e Linux.

## Da Mercora a SocialFM e la chiusura definitiva
Il social music network Mercora, nato e consolidato nel 2005, riesce ad avere un grande seguito in tutto il mondo. L'incremento di iscritti e di downloaders della piattaforma subisce però un notevole regresso che si perpetra fino al fallimento della stessa azienda Mercora Inc. Poco più tardi l'azienda Mercora IMRadio Inc. cede le proprie azioni ad una nuova azienda emergente di proprietà di Srivats Sampath, la SocialFM. Il social music network riceve subito consensi positivi dai suoi utenti. 
Il 26 settembre 2006, SocialFM, dopo aver collaborato nell'Aprile dello stesso anno con numerosi partner esteri della TFJ(Tiscali Free Jukebox), fa il proprio debutto anche come Social Music Mobile Network, sviluppando un'applicazione per telefoni mobile. Con il passare del tempo, anche la SocialFM vede perdere numerose azioni in borsa causata dalla diminuzione del numero di utenti on-line e di downloads. Il 4 agosto del 2008 la SocialFM chiude in modo definitivo.

## Svantaggi di Mercora
Attualmente, Mercora ha ancora parecchi margini di miglioramento. Se la tecnologia di streaming audio basata sul Vorbis offre un'ottima qualità del suono, è anche vero che essa può andare incontro a periodici problemi di buffering.
In secondo luogo, dal momento che la maggior parte degli utenti Mercora vive negli Stati Uniti, in Canada e nell'Europa occidentale, c'è una maggiore selezione di musica popolare dai paesi occidentali e, conseguentemente, una minore quantità di musica proveniente dai paesi mediorientali e orientali.

## Riconoscimenti
- TIME.com 50 Coolest Websites for 2005, su time.com. URL consultato il 30 giugno 2006 (archiviato dall'url originale il 3 luglio 2006).
- BusinessWeek's Best of the Web, su businessweek.com.

## Servizi simili
- AOL Radio, un servizio simile di Time Warner.
- LAUNCHcast, un servizio simile di Yahoo! Music.
- MySpace, una social network di News Corporation.